# Swissair
Swissair var tidigare det stora nationella flygbolaget i Schweiz, och bildades då Balair och Ad Astra Aero gick samman 1931, men tvingades i konkurs 2002 efter ett antal dåliga affärer och dålig lönsamhet i kombination med ökad konkurrens och lågkonjunktur. Olyckan 1998 då planet Swissair Flight 111 havererade i Atlanten anses också vara en bidragande orsak till att Swissair tvingades i konkurs. 
Sista flyget efter 71 år genomfördes 1 april 2002. Bolagets tillgångar överfördes efter konkursen till dotterbolaget Crossair. Det nya bolaget bildat ur Crossair den 31 mars 2002 fick namnet Swiss International Air Lines (Swiss) och började flyga 13 maj 2002. Sedan 2005 är Swiss ett dotterbolag till Lufthansa.
Asteroiden 2138 Swissair är uppkallad efter bolaget.

## Flotta
Flygplanstyper Swissair använt sig av är bland annat:

- Airbus A310
- Airbus A319
- Airbus A320
- Airbus A321
- Airbus A330
- Boeing 747-200, -300
- Convair 240
- Convair 440 Metropolitan
- Convair 880
- Convair 990
- Douglas DC-2
- Douglas DC-3/C-47
- Douglas DC-4
- Douglas DC-6
- Douglas DC-7
- Douglas DC-8
- Douglas DC-9
- Fokker 100
- McDonnell Douglas DC-10
- McDonnell Douglas MD-11
- Sud Aviation Caravelle